# Rivea clarkeana
Rivea clarkeana är en vindeväxtart som beskrevs av William Grant Craib. Rivea clarkeana ingår i släktet Rivea och familjen vindeväxter. Inga underarter finns listade i Catalogue of Life.